# BH (empresa)

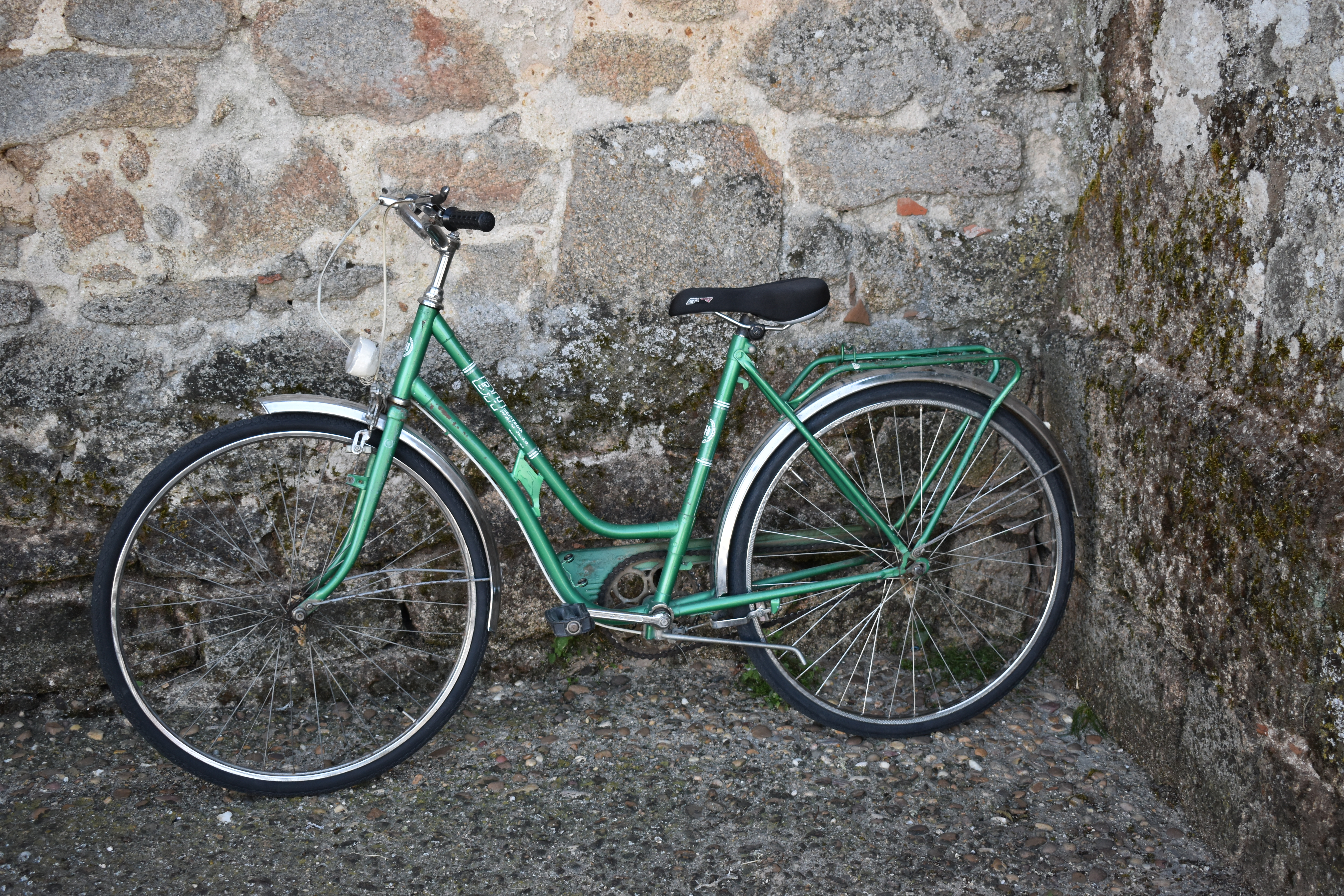
Bicicleta BH en Villar del Buey.

Bicicletas de Álava, S. A., anteriormente BH, Beístegui Hermanos, es una empresa dedicada a la fabricación de bicicletas con sede en Vitoria, Álava, en el País Vasco, España. Es uno de los más importantes fabricantes españoles y tiene representación internacional. Llegó a fabricar más de tres mil bicicletas diarias y tuvo una importante expansión internacional. Usa la marca Bicicletas BH, también denominada BH Bikes.
La empresa se fundó en el año 1909 en la localidad guipuzcoana de Éibar dedicándose a la fabricación de armas hasta 1923 que cambió a la producción de bicicletas. En 1959 trasladó la sede y los talleres a la Vitoria donde se ha desarrollado hasta llegar a ser la principal empresa de fabricación de bicicletas de España.   
BH fue la primera fábrica de bicicletas europea que fabricó bicicletas de BTT. Era una fábrica integral que fabricaba todos los componentes a excepción de las cubiertas, las cadenas y los faros.

## Historia
A comienzos del siglo XX, en 1909 (otras informaciones dicen que en 1910), los hermanos Beístegui, Domingo, Juan y Cosme, pusieron en marcha su taller en Éibar, en donde comenzaron a fabricar pistolas tipo Mauser.  Los tres hermanos actúan cada uno de una forma diferente en la constitución de la sociedad, Domingo pondría el capital, Cosme la actividad comercial y Juan la actividad y conocimientos técnicos. 
En 1913 aparecer por primera vez la Matrícula Industrial con la denominación «Beístegui Hermanos» con cuatro operarios en plantilla. El taller creció desde los cuatro obreros de 1913 hasta los cuarenta de 1916. La crisis de la industria armera de 1919 ligada al final de la Primera Guerra Mundial hace que la plantilla se reduzca a la mitad.
En la fabricación de pistolas desarrollan y registran varias patentes y marcas, como la «Anglo-Ottoman» y «Libia», con las que comercializaron pistolas del tipo «Eibar» o la «Bulwark» para toda clase de armas de fuego y pistolas automáticas.
En 1923 comienzan la fabricación de bicicletas, que compaginan con la actividad armera hasta después de la Guerra Civil. Como el resto de los fabricantes eibarreses, participó activamente en el patrocinio de actividades ciclistas, que tenían como finalidad el dar a conocer sus productos y el abrir mercados.
En 1935 BH ya es una marca asentada en el escenario ciclista español. Como otros fabricantes organiza carreras ciclistas y mantiene un equipo de ciclismo, el BH en el que militaron los mejores ciclistas del momento como el belga Gustaaf Deloor o Álvaro Pino.
En 1955 añade a sus productos las motocicletas y poco después, en 1959, se traslada a Vitoria (siendo pionera en el éxodo industrial eibarrés que daría base al desarrollo industrial de territorios vecinos), donde ha llegado a convertirse en el principal productor español de este producto. BH fabricaba en los años 60 la totalidad de los elementos que componen la bicicleta.

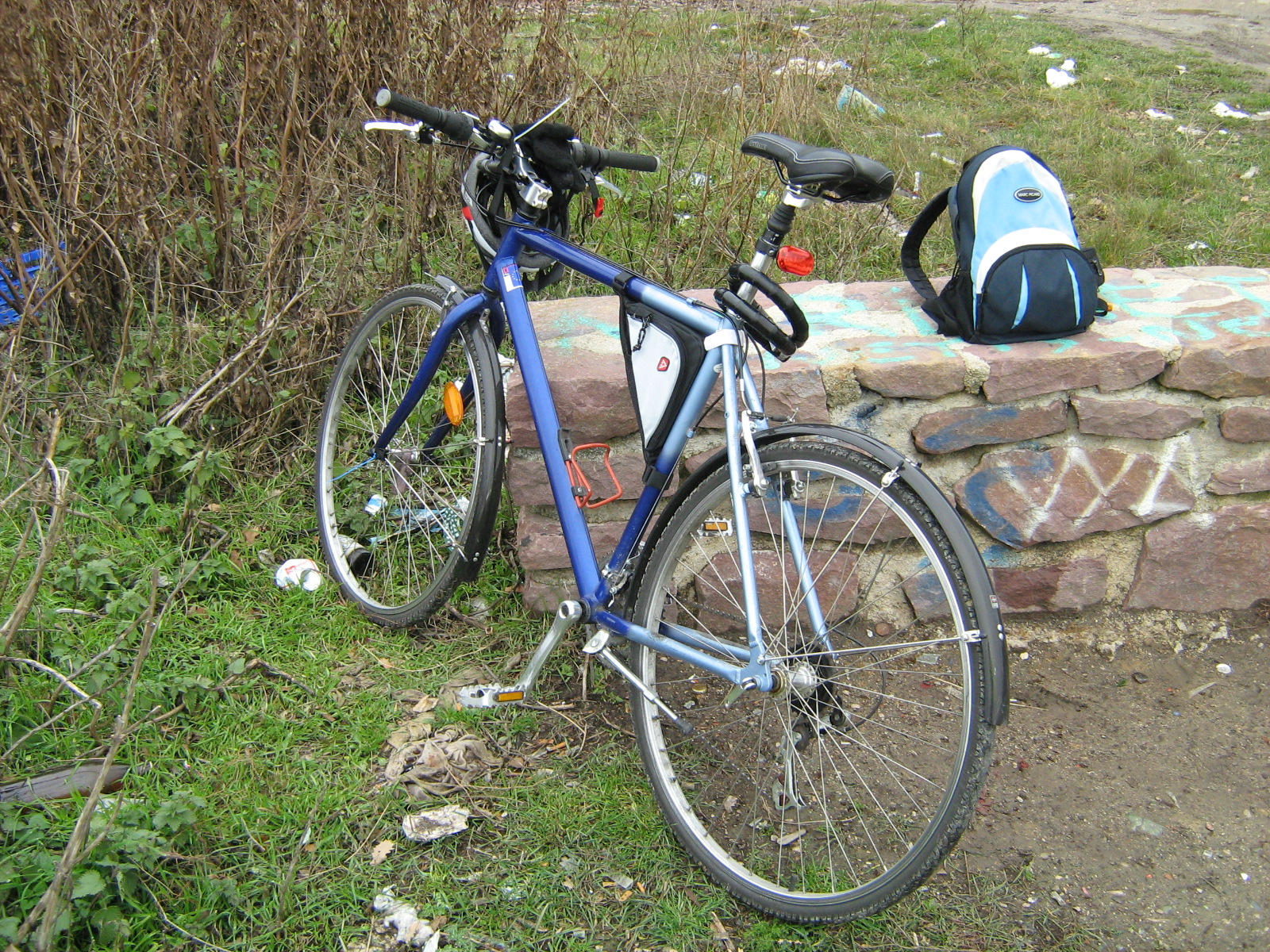
Bicicleta de paseo BH modelo London, con los puños y guardabarros modificados.

A comienzos de la década de los 90 compró la marca francesa de bicicletas Peugeot, con la que conformó la marca Cycleurope, o Ciclo Europe, a la que se incorporaron posteriormente Bianchi y Gitane, dando lugar a una de las compañías más importantes del mundo en la construcción de bicicletas. En 1996 vende Cycleurope y se concentra en los mercados de España y Portugal, pero cinco años después vuelve a interesarse por los mercados de los demás países europeos obteniendo buenos resultados. Luego se redundaría como «Bialsa» como parte de un holding empresarial con Exercycle, Alubike, en Portugal, o BH Bike, entre otras empresas. Desde el año 2006 la plantilla de la planta de Álava se fue reduciendo hasta su total extinción a finales de 2010.
Llegó a tener casi quinientos empleados, siendo una de las empresas de bicicletas más importantes de España. En sus talleres se producían, además de bicicletas, diferentes piezas destinadas a la industria automovilística para empresas como Mercedes Benz y BMW. Producía cerca de 200 000 bicicletas al año, de las cuales el 50 % se vende en el mercado europeo (excluyendo España).[cita requerida]
Poseía dos centros de producción, uno en Vitoria y otro en Portugal al que añadió uno en China. A finales de 2010 la planta de Vitoria se cierra y toda la producción pasa a realizarse en los centros de Portugal y China.

## Edificios industriales en Éibar
Las características orográficas eibarresas han obligado al desarrollo de un tipo de construcción industrial singular. La adaptación al terreno disponible, siempre escaso, ha llevado al desarrollo de unos pabellones industriales en altura y adaptándose a las diferentes pendientes. Los edificios que Beistegui Hermanos construyó en Éibar forman parte de esa singularidad arquitectónica y tienen una relevancia significativa.
En 1926 Beistegui Hermanos encarga a Francisco Zumárraga, maestro de obras, el proyecto de unas nuevas instalaciones que se ubicarían en el solar que poseía la compañía en el cantón entre la calle de Víctor Sarasqueta, entonces de Grabadores, y el paseo de Urkizu. Este edificio sería el núcleo de un complejo industrial que se formaría con la adquisición y construcción de otros edificios vecinos.
El proyecto original es un edificio en hormigón armado compuesto por tres plantas, una de ellas baja que queda a nivel de la calle del Paseo de Urkizu y soterrada en su parte trasera debido a la cuesta de la calle de Víctor Sarasqueta. El primer piso donde se dispuso la zona de oficinas, almacenes y ajuste y un segundo piso para la fabricación. No acabaría el año 1926 cuando le añadieron un tercer piso.
El edificio se adapta al solar y adopta un chaflán en el ángulo que forma en el cruce de las calles. Este elemento, que toma relevancia, es singular al resolver muy eficazmente la intersección de las fachadas y da una dimensión urbanística al relacionar el inmueble con el entorno. El chaflán sobresale de la edificación rematado en un frontón curvo con el nombre de la empresa.
El esqueleto constructivo queda trasladado a la fachada que rompe la horizontalidad de la larga fachada oeste, al de la calle de Víctor Sarasqueta, con los elementos verticales de hormigón que se cubren con un falso almohadillado. En proyecto estos elementos verticales estaban resueltos con la simulación de grandes columnas toscanas apoyadas en el almohadillado de la planta.
Posteriormente se le añadieron tres alturas más, ya sin mantener el estilo original, que han dañado el conjunto original. Este edificio, junto con los otros vecinos que conformaron las instalaciones de la BH en Éibar, se mantienen en la actualidad en pie, uno de ellos, el que se sitúa entre las calles Bidebarrieta y Arragüeta construido en parte sobre el río Ego, ha sido reconvertido para uso de viviendas, y el principal junto con otro adosado mantiene un uso industrial y comercial.

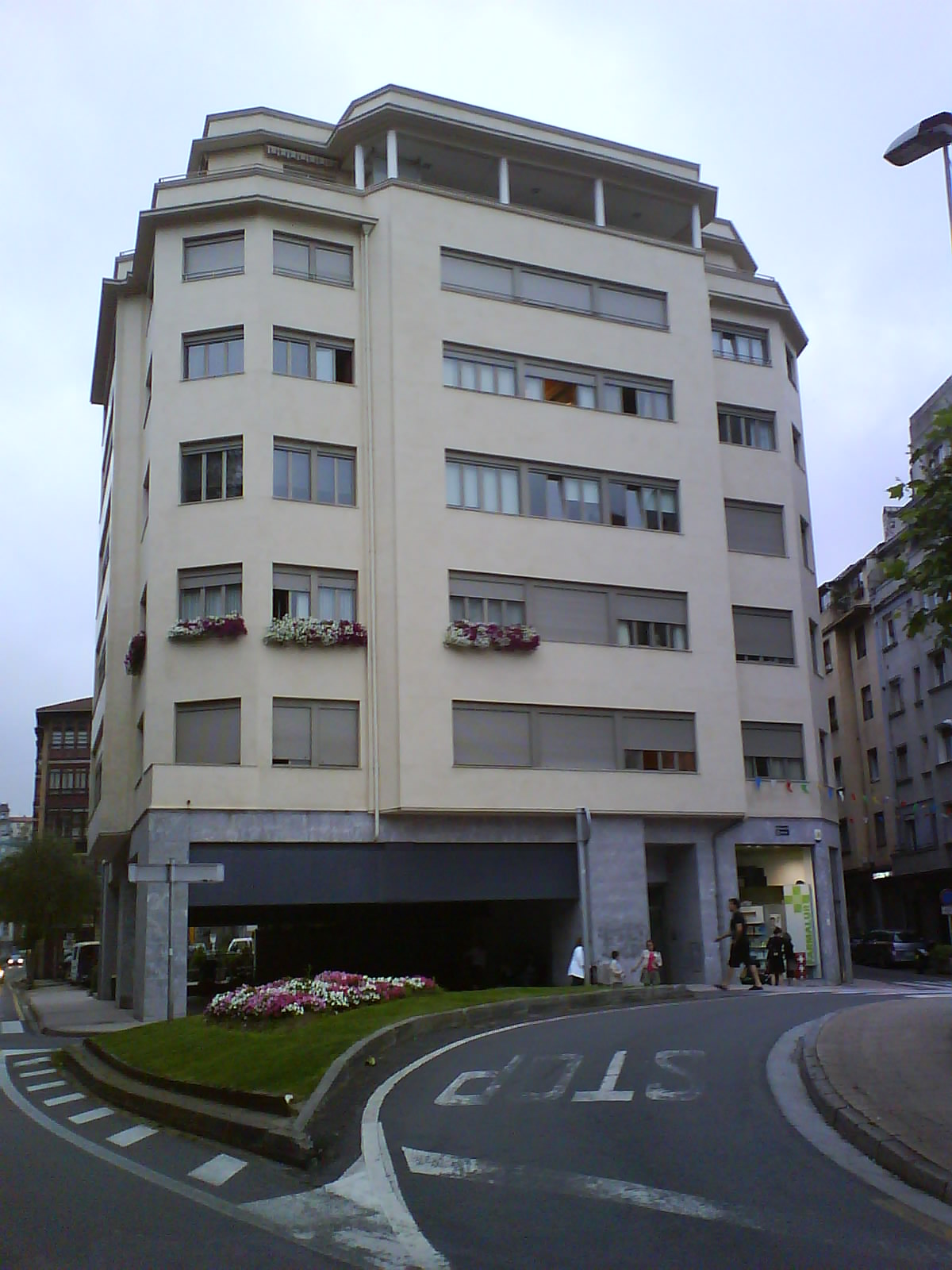
Antiguas instalaciones de Éibar reconvertidas en viviendas.
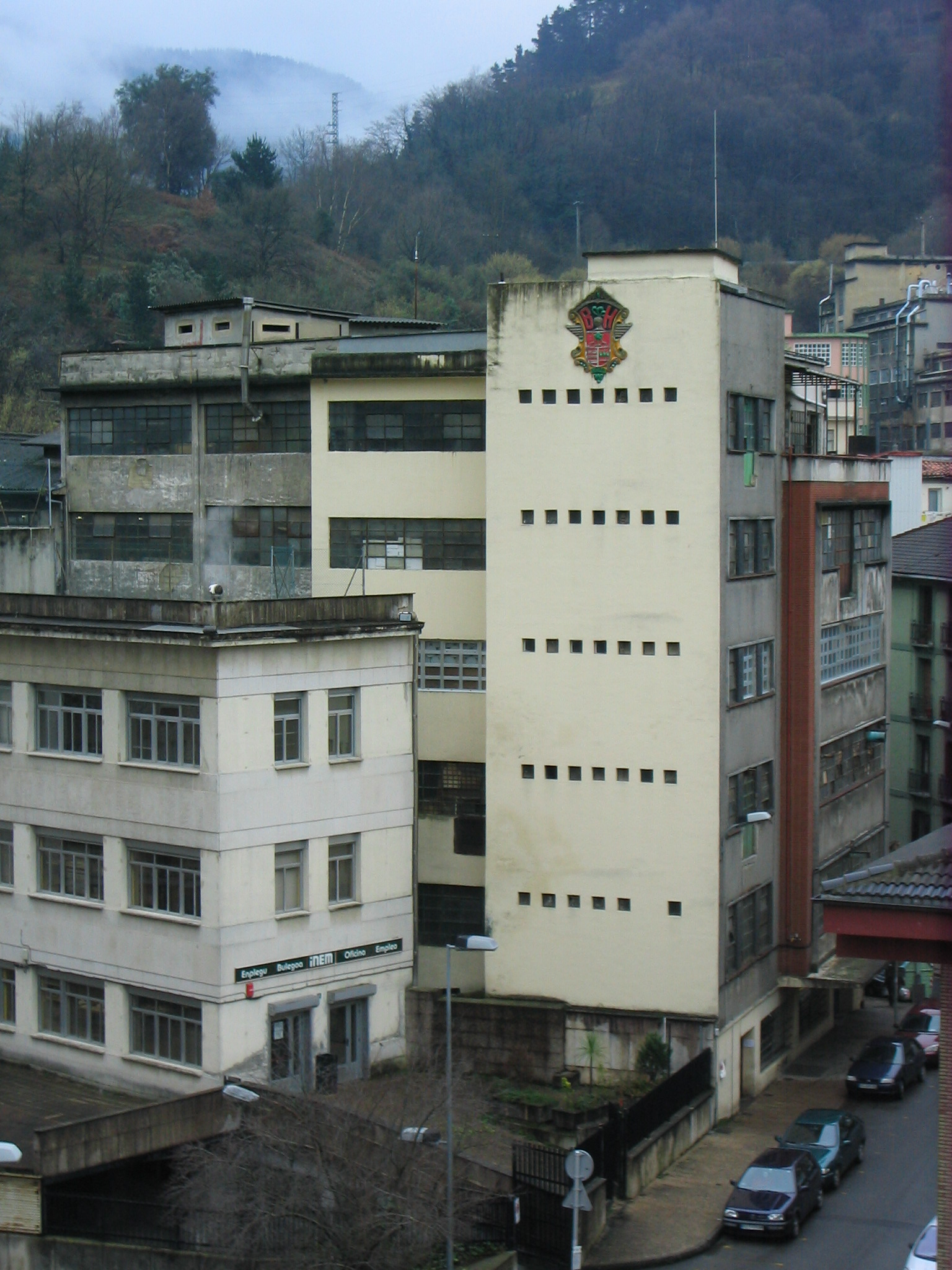
Antiguas instalaciones de Éibar.
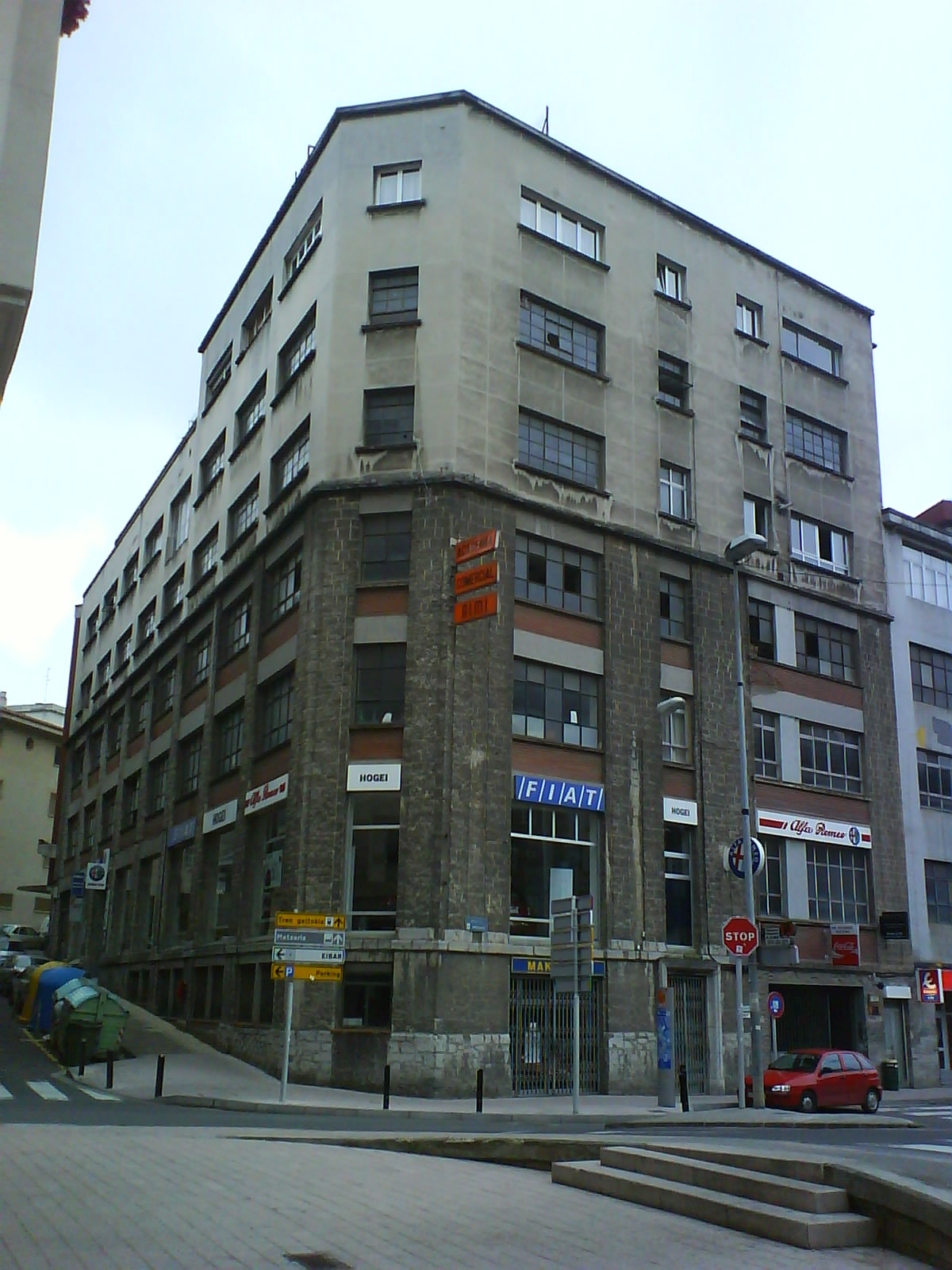
Antiguas instalaciones de Éibar reconvertidas en locales industriales.

## Equipos profesionales clientes
Actualmente dos equipos utilizan bicicletas de la marca BH:
- Ciclismo en ruta: Burgos-BH
- XCO: BH Templo Cafés.